# 吉列尔莫·贝当古
吉列尔莫·贝当古（西班牙語：Guillermo Betancourt，1963年7月19日—），古巴男子击剑运动员。他曾代表古巴参加1980年和1992年夏季奥林匹克运动会击剑比赛，其中1992年奥运会获得一枚银牌。